# Fehérajkú kardszárnyúdelfin
A fehérajkú kardszárnyúdelfin (Peponocephala electra) az emlősök (Mammalia) osztályának párosujjú patások (Artiodactyla) rendjébe, ezen belül a delfinfélék (Delphinidae) családjába tartozó faj.
Nemének az egyetlen faja.

## Előfordulása
Vélhetően mindenhol előfordul a trópusi és a szubtrópusi mély vizekben, de kevés az adat. Viszonylag gyakorinak tekinthető a Fülöp-szigetek környékén (főként a Cebu-sziget körül), Ausztrália keleti partvidéke mentén, Hawaii körül pedig egész évben megtalálható. A legtöbb megfigyelés a kontinentális peremek tenger felőli részén és az óceáni szigetek körül történt. Ritkán előfordul a meleg mérsékelt övi vizekben (északi elterjedési határa valószínűleg összefügg a meleg tengeráramlatokkal), és ritkán vetődik a szárazföldek közelébe. Vándorlásáról nem tudnak és valószínűtlen is. Gyakoribb állat lehet, mint ami a gyér adatokból következik.

## Megjelenése
A fehérajkú kardszárnyú delfin kevéssé ismert, bár elterjedt cetfaj, majdnem mindenhol megtalálható a trópusi és a szubtrópusi mély vizekben. Társulhat a Fraser-delfinnel és néha más cetfajokkal is. Legtöbbször a nagyon hasonló törpe-kardszárnyúdelfinnel keverik össze. A két faj között vannak finom eltérések, de ezeket csak közelről lehet észrevenni. A fehérajkú kardszárnyú delfin fő jellegzetessége a csúcsos, dinnye alakú fej és a hosszú, kihegyezett mellúszók. A törpe-kardszárnyúdelfinnek nagyobb és világosabb folt van a hasán, jellegzetesebb az oldala és egyeseknek fehér az álla. Felülről a fehérajkú kardszárnyú delfin feje nagyon kicsúcsosodó vagy háromszögletes, a törpe-kardszárnyúdelfiné pedig erősen lekerekített.
Hátúszó elhelyezkedése: Középen helyezkedik el.
Felnőtt mérete: 2,1-2,7 m.
Felnőtt tömege: Kb. 160 kg.
Újszülött mérete: Kb. 1 m.
Újszülött tömege: Ismeretlen.

## Életmódja
Amikor gyorsan úszik, laposan kiugrik a vízből, gyakran szétfröcsköli a vizet, amikor a felszínre jön, de nehéz más részletet észrevenni. Lassan úszva egyenesen emeli ki a fejét felszínre érkezéskor. Többnyire fél a csónakoktól, de a megfigyelések zöme azokon a tengerrészeken történt, ahol a halászhajók rendszeresen üldözik a delfineket, ezért viselkedésük máshol eltérhet. Véletlenül már megfigyelték, hogy a hajó orrvizében úszik és ugrik. Néha kémlelődik. A faroktörzset merülés közben erősen meghajlítja. Rendkívül társas és sokkal nagyobb csoportokban fordul elő, mint más kardszárnyúdelfinek. A csoportban az állatok gyakran szorosan egymás mellett úsznak, és gyakran változtatnak irányt. Nagy számú partra vetődése ismert. A csoportmérete 100-500 példányból áll, ritkább esetekben akár 2000 egyed is összeverődhet. Tápláléka halakból, kalmárokból vagy polipokból áll.